# Mon bel oranger (film)
Pour l’article homonyme, voir Mon bel oranger.
Pour plus de détails, voir Fiche technique et Distribution.
Mon bel oranger (Meu Pé de Laranja Lima) est un film brésilien réalisé par Marcos Bernstein et sorti en 2012.
Il est adapté du roman Mon bel oranger de José Mauro de Vasconcelos publié en 1968, un classique de la littérature brésilienne,.

## Synopsis
Zézé, un petit garçon précoce et sensible de presque huit ans dans le film (cinq ans dans le livre original), vit dans une famille pauvre. Battu par son père, il rencontre un homme aisé qui se prend d'affection pour lui. Il aime raconter des histoires, et se réfugie sous un oranger à qui il peut se confier.

## Fiche technique
- Titre original : Meu Pé de Laranja Lima
- Réalisation : Marcos Bernstein
- Scénario : Marcos Bernstein, Melanie Dimantas
- Producteur : Katia Machado
- Musique : Armand Amar
- Image : Gustavo Hadba
- Dates de sortie:
  - Brésil : 29 septembre 2012 : Festival international du film de Rio de Janeiro
  - Brésil : 19 avril 2013
  - France : 21 août 2013

## Distribution
- João Guilherme Ávila (pt) : Zezé
- José de Abreu : Portuga
- Caco Ciocler : José Mauro de Vasconcelos
- Eduardo Dascar : Paulo Vasconcelos